# Il-yeon
Il-yeon, auch gelegentlich Iryeon (eigentlich Kim Gyeong-myeong, * 1206; † 1289), war ein buddhistischer Mönch, Gelehrter und Schriftsteller im Korea des 13. Jahrhunderts.
Im Alter von 9 Jahren trat er in das damals schon ehrwürdige Kloster des Muryangsa-Tempels (etwa 30 km von der Stadt Puyo entfernt) ein. Mit 22 Jahren legte er das Gwageo, die Staatsprüfung für koreanische Beamte ab. Mit 54 Jahren wurde ihm der Titel eines Großen Lehrers zuerkannt. Mit 78 Jahren berief ihn Kaiser Chungnyeol als Ratgeber an seinen Hof. Il-yeon übte jedoch dieses Amt nur kurz aus und entzog sich laut Legende dem höfischen Leben unter dem Vorwand, seine Mutter sei erkrankt, wieder in die Berge. Dort starb er. Er blieb seinen Landsleuten bis heute als tugendsam und überaus gelehrt in Erinnerung.
Auf seinem Grabstein sind an die 80, zumeist buddhistische Themen berührende, von ihm verfassten Bücher angeführt. Einzig das ihm zugeschriebene Buch Samguk Yusa (삼국유사) blieb erhalten. Es handelt sich um ein Werk, das ähnlich wie das wohl als Vorlage dienende ältere Samguk Sagi über die Geschichte der koreanischen Frühzeit mit seinen drei Teilkönigreichen berichtet. Das Buch gilt als eines der bedeutendsten klassischen Werke der koreanischen Literatur und wichtiges Geschichtswerk. So enthält es die ersten überlieferten koreanischen Gedichte in Reimform.